# Castle of Dragon
Castle of Dragon, conocido como Dragon Unit (ドラゴンユニット?) en Japón, es un videojuego de acción con scroll lateral creado para arcade por Athena en 1989 y posteriormente convertido para la NES en 1990 con la jugabilidad y los gráficos convenientemente adaptados a las limitaciones de la videoconsola.

## Argumento
El argumento varía ligeramente entre la versión arcade y la de NES, siendo el de esta última algo más elaborado y con los nombres de los personajes cambiados.
En el arcade simplemente se cuenta que un dragón llamado Zuriv capturó la princesa del reino de Wenlary y dos jóvenes reyes llamados Duke y Narda partieron a rescatarla.
Por su parte en el argumento de la versión para NES, el jefe de los dragones, Darklarza, había estado aterrorizando el reino de Offeria durante dos décadas, forzando al rey Boros a exiliarse con su más valiente caballero de Menlary, de nombre Geraden, que protegía su castillo.
Darklarza lanzó un ataque sobre la fortaleza del rey que resultó ser un movimiento de distracción por el cual su vástago consiguió secuestrar a la princesa Amoreena y herir de muerte al rey mientras Geraden estaba intentando acabar con el enemigo que lideraba el ataque.
Así, Geraden se veía obligado a luchar en un viaje hasta el castillo de Darklarza para derrotarlo y rescatar a la princesa.